# Spaltsatz
Ein Spaltsatz (von engl. cleft sentence, franz. phrase clivée) ergibt sich, wenn ein Hauptsatz in eine Konstruktion aus Haupt- (Kopulasatz) und Nebensatz (Relativsatz) transformiert wird, um eine Nominalphrase (NP) mit einem (kontrastiven) Fokus bzw. einer Emphase zu belegen. 
Die Satzspaltung ist ein syntaktisches Vorgehen der Fokussierung. Aber nicht in jeder Sprache ist das Vorgehen grammatikalisiert oder eben nur bis zu einem Grade grammatikalisiert. Einige Sprachen, so das Latein verfügen überhaupt nicht über ein solches Vorgehen und das Deutsche nur ansatzweise. In der deutschen Sprache werden eher passivische Konstruktionen verwendet. Im Englischen ist der Spaltsatz sehr verbreitet, ebenso in vielen romanischen Sprachen, dabei ist er im Französischen völlig grammatikalisiert. Letztere romanische Sprache folgt demnach auch konsequent diesen Schritt zur Hervorhebung einzelner Satzelemente, während etwa dem Italienischen, dem Spanischen und auch dem Portugiesischen noch weitere Möglichkeiten zur Verfügung stehen.

## Spaltsatz im Deutschen
Der zusammengesetzte Satz besteht also aus einem Hauptsatz und einem Nebensatz. Durch die Satzspaltung lässt sich eine Fokussierung erreichen. Wenn Peter vom Hauptsatz der Fokusausdruck – im unteren Beispiel – werden soll, dann wird aus die Vase zerbrochen  der extrafokale Satz. 
Spaltsätze lassen sich im Deutschen nach folgenden Mustern aufbauen:  
1. Hauptsatz („es“ + Kopula + NP) + Relativsatz
2. Hauptsatz (NP + Kopula + „es“) + Relativsatz

Beispiel: „Peter hat die Vase zerbrochen.“
1. Spaltsatz: „Es war Peter, der die Vase zerbrochen hat.“
2. Spaltsatz: „Peter war es, der die Vase zerbrochen hat.“

Zu unterscheiden von den Spaltsätzen sind die Pseudospaltsätze (auch: Sperrsätze, engl. pseudo-cleft sentences, franz. phrase pseudo clivée), z. B. „Was Peter zerbrochen hat, (das) war die Vase.“ Hier aber steht die Fokussierung am Ende, auf der rechten Seite, des Satzes.

## Spaltsatz im Englischen
Die Englische Sprache ist sehr reichhaltig an Spaltsatzkonstruktionen, cleft constructions. Hier einige typische Beispiele: 
- It-Spaltsatz: It is Jaime for whom we are looking.
- Wh-Spaltsatz/Sperrsatz, pseudo-cleft sentences:[4] What he wanted to buy was a Fiat.
- Umgekehrter wh-Spaltsatz, reversed wh-cleft/Invertierter Sperrsatz: A Fiat is what he wanted to buy.
- All-Spaltsatz: All he wanted to buy was a Fiat.
- Folgender Spaltsatz, inferential cleft: It is not that he loves her. It's just that he has a way with her that is different.
- There-Spaltsatz: And then there's a new house he wanted to build.
- If-because Spaltsatz: If he wants to be an actor it's because he wants to be famous.[5]

## Spaltsatz im Spanischen
Spaltsätze werden zusammen mit den Sperrsätzen zu den sogenannten Cleftstrukturen zusammengefasst. Spaltsätze, construcciones clivadas oder auch construcciones hendidas, construcciones escindidas bilden sich dann, wenn das Subjekt eines Satzes durch einen Kopulasatz auf die linke, also Satzanfangsseite, rutscht. Der Matrixsatz folgt dann als Relativsatz.
Zum Vergleich bei den Pseudospaltsätzen oder Sperrsätzen, construcciones seudo-clivadas oder auch construcciones seudo-hendidas rückt das Subjekt im Satz nach rechts. 
Das in beiden Formen Gemeinsame ist die Hervorhebung des Subjektes, entweder durch dessen Bewegung nach links, zum Satzanfang oder nach rechts zum Satzende. In der Folge kommt es zu einer Fokussierung entsprechend der nunmehr geänderten Anordnung der Satzglieder. 
Mit den Spalt- und auch Sperrsätzen gelingt es die Person oder den Gegenstand der beschriebenen Handlungen hervorzuheben.
Die typische in der spanischen Sprache vorherrschende Konstruktionsform lautet:
- ser (Kopula) – das fokussierte Satzglied, mit einem – que oder bei Personen quien − Relativsatz
- Substantiv mit quien oder el que, la que, z. B. Fue A. que entró en el manicomio. Es war A. der in das Irrenhaus eintrat.
- Nominalphrase mit quien oder el que, la que, z. B. Fue A. el que entró en el manicomio. Es war der A. der in das Irrenhaus eintrat.
- Präpositionalphrase, ohne quien, z. B. Fue con gracia que lo miró. Es war mit Anmut, dass er ihn ansah.
- Adjektiv, z. B. Lo descontentos que están. Sie sind unzufrieden.
- Adverb, z. B. Fue entonces que le hablé por última vez. Es war damals, dass ich sie zum letzten Male sprach.

Aber auch für die Sperrsätze gibt es im Spanischen typische Konstruktionsformen, so:
- Pronomen (Personal-, Demonstrativ-, Interrogativpronomen) – que – Relativsatz – ser